# Elysée Fabry

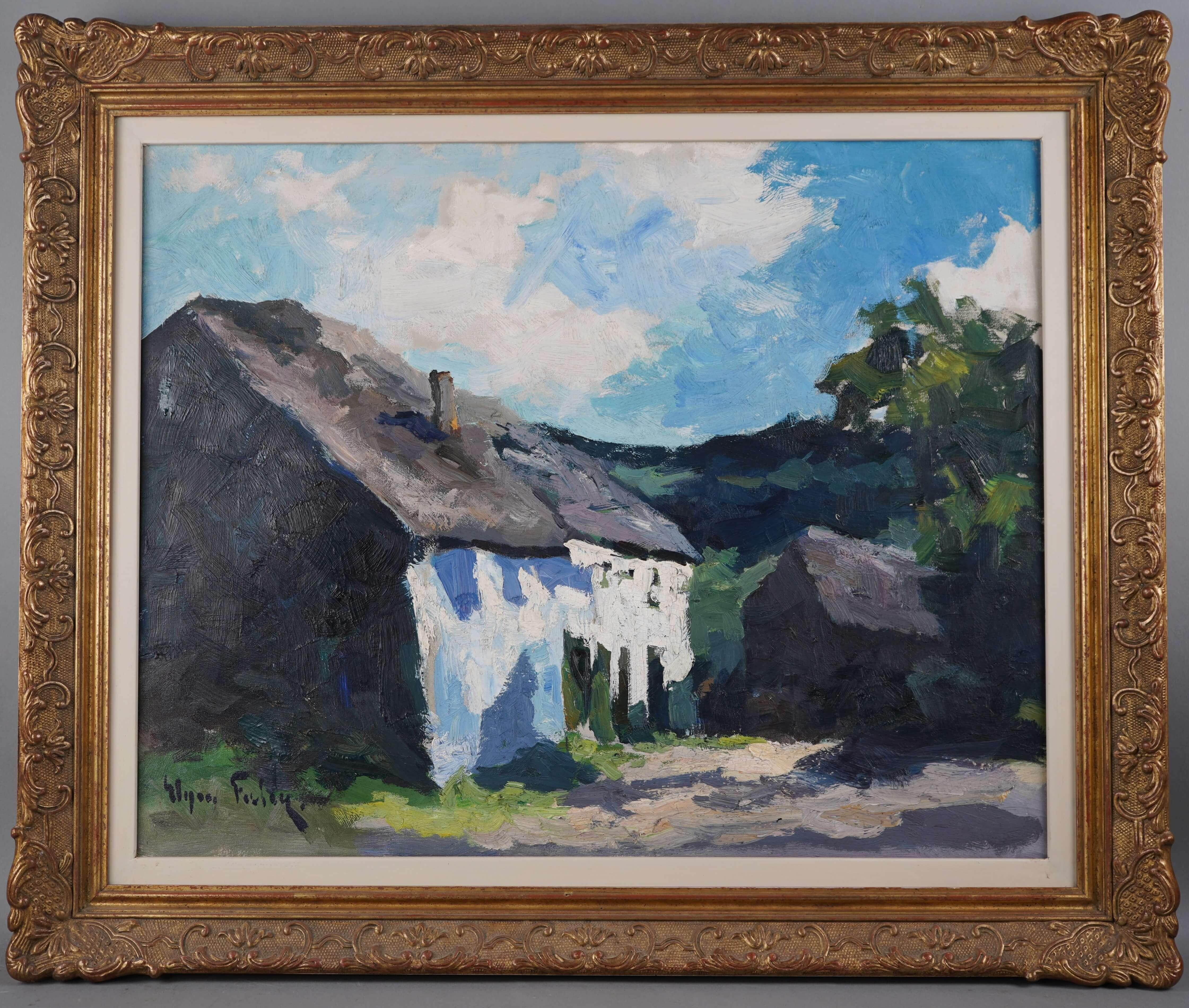
Neuville

Elysée Fabry (Luik, 1882 - 1949) was een Belgisch kunstschilder.

## Leven
Fabry was leerling van Richard Heintz van 1916 tot 1917 en van Alphonse Caron. Hij schilderde voornamelijk landschappen. Hij zocht zijn inspiratie voornamelijk in de Ardennen maar ook in Nederland. Fabry was lid van de kunstkring L'Envol.
Hij woonde in La Gleize. Zijn werk wordt geëxposeerd in Luik.
Elysée Fabry maakt met andere kunstschilders de groep uit die het Waalse landschap tijdens de vroege twintigste eeuw bleven schilderen op een -naargelang van de persoon- min of meer vooruitstrevende wijze. Andere namen zijn : Richard Heintz, Alfred Martin, Modeste Lhomme, Charles Caty, Max Gobiet, Henri Leroux.

## Tentoonstellingen
- 1924: Brussel, Galerie Mommen, groepsexpositie met Alice Ronner, Louis Crespin en Ernest Welvaert
- 1933: Gent : "Waterval van Coo", "Landschap te La Gleize"